# Спринг-Брук (тауншип, Миннесота)
Спринг-Брук (англ. Spring Brook) — тауншип в округе Китсон, Миннесота, США. На 2000 год его население составило 74 человека.

## География
По данным Бюро переписи населения США площадь тауншипа составляет 93,1 км², из которых 93,0 км² занимает суша, a вода составляет 0,03 %.

## Демография
По данным переписи населения 2000 года здесь находились 74 человека, 26 домохозяйств и 21 семья. Плотность населения —  0,8 чел./км². На территории тауншипа расположено 32 постройки со средней плотностью 0,3 построек на один квадратный километр. Расовый состав населения: 97,30 % белых и 2,70 % приходится на две или более других рас.
Из 26 домохозяйств в 30,8 % воспитывались дети до 18 лет, в 84,6 % проживали супружеские пары и в 15,4 % домохозяйств проживали несемейные люди. 11,5 % домохозяйств состояли из одного человека, при том 7,7 % из — одиноких пожилых людей старше 65 лет. Средний размер домохозяйства — 2,85, а семьи — 3,09 человека.
24,3 % населения — младше 18 лет, 9,5 % — в возрасте от 18 до 24 лет, 17,6 % — от 25 до 44, 29,7 % — от 45 до 64, и 18,9 % — старше 65 лет. Средний возраст — 44 года. На каждые 100 женщин приходилось 85,0 мужчин. На каждые 100 женщин старше 18 приходилось 115,4 мужчин.
Средний годовой доход домохозяйства составлял 36 875 долларов, а средний годовой доход семьи —  45 625 долларов. Средний доход мужчин —  35 000  долларов, в то время как у женщин — 28 750. Доход на душу населения составил 13 637 долларов. За чертой бедности находились 9,5 % семей и 7,5 % всего населения тауншипа.